# Centre hospitalier Bélair
Le centre hospitalier Bélair est un hôpital psychiatrique situé dans la ville de Charleville-Mézières, dans le département des Ardennes, en France. 
Il se trouve sur le domaine de Bélair, un terrain boisé de trente hectares abritant le château Renaudin, construit en 1899 par une famille de la bourgeoisie industrielle et commerçante de la Belle Époque. 

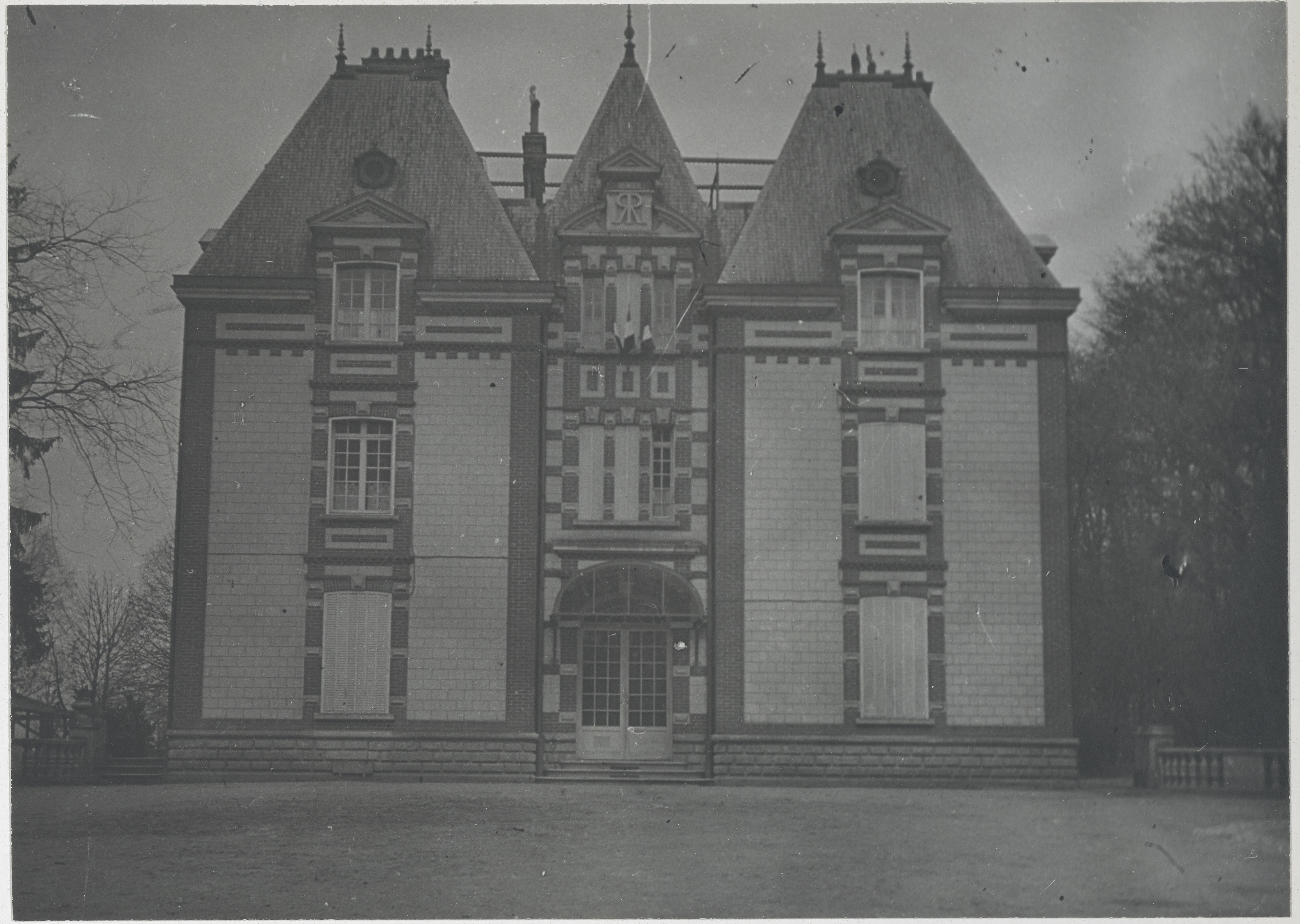
Le château en 1919.

Sous le château Renaudin occupé pendant 2 ans pendant la Première Guerre mondiale par le Kaiser Guillaume II, surnommé l'aigle noir, il a  fait faire un bunker, en cas d'attaque aérienne..  
La C.R.S N° 23 de Charleville-Mézières occupe le site pendant de longues années avant d'être transférée à Warcq.
La construction du centre hospitalier débute le 21 octobre 1966 et l'établissement ouvre officiellement ses portes le 16 juin 1969.